# Rikota
Rikota (italijansko ricotta), tudi albuminska skuta ali pastirska skuta, je mlečni izdelek, značilen za italijansko kuhinjo.
Gre za različico skute, ki se pridobiva iz sirotke, tekočine, ki je ostanek po izdelavi sira ali skute.
V Italiji rikoto izdelujejo iz sirotke kravjega, kozjega, ovčjega mleka ali mleka vodnih bivolov (ricotta bufala) in jo v skladu s tem tudi označujejo. 
Sirotki dodajo citronsko kislino, da pospešijo obarjanje beljakovin ter jo segrevajo do okoli 90 °C. Nastalo smetanasto plast na površju posnamejo in tako pridobijo rikoto. Od tod tudi izhaja ime, saj ricotto v italijanščini pomeni ponovno kuhan. Rikota ima blag, nekoliko sladkast okus in vsebuje malo maščob (okoli 5 %), vendar se pri izdelavi rikote izločijo oz. koagulirajo tudi albumini. Zaradi drugačne beljakovinske sestave je rikota lažje prebavljiva kot skuta, njen okus je manj kisel, struktura pa bolj gladka.